# 国家消防救援局南京训练总队
国家消防救援局南京训练总队，是国家消防救援局直属机构，位于江苏省南京市。

## 沿革
1982年6月，经江苏省人民政府批准，成立江苏省消防教导大队，主要承担江苏消防部队预提警官培训、新兵集训和干部轮训任务。
1991年7月，经公安部政治部批准，在江苏省消防教导大队的基础上，成立南京消防学校（学校和教导大队实行两块牌子一套人马，并延续至2001年6月），培养部队生长干部。
1992年3月，南京消防学校更名为公安消防部队南京指挥学校。
2001年7月，经公安部政治部批准，南京消防指挥学校更名为公安消防部队南京士官学校，并继续保留公安消防部队南京指挥学校的名称，承担全国消防部队士官骨干培训工作。该校位于南京市江宁区汤山街道古泉社区，隶属公安部消防局，由江苏省公安厅、江苏省消防总队具体领导管理。
后更名为公安消防部队士官学校，隶属公安部消防局，仍位于江苏南京，为正师级建制。
2018年10月9日，公安消防部队移交应急管理部交接仪式举行。机构改革后，消防部队现役编制全部转为行政编制，成建制划归应急管理部。机构改革后，该校更名为消防员学校。
2018年10月10日，应急管理部决定，自2018年10月10日零时起，至国家综合性消防救援队伍制式服装配发前，原公安消防部队、武警森林部队和警种学院人员停止使用武警部队制式服装和标识服饰，统一穿着无武警标识的作训服，并在作训服左兜盖上方佩带消防救援队伍身份标识牌。其中，消防员学校学员佩戴队员标识牌。
2019年12月27日，更名为应急管理部消防救援局南京训练总队，为应急管理部消防救援局直属单位，主要担负全国消防救援队伍消防骨干人才培养、能力鉴定及机动应急救援等任务。

## 历任领导

### 公安消防部队南京消防士官学校
| 公安消防部队南京消防士官学校校长 …… - 丁玉连（？—？） | 公安消防部队南京消防士官学校政治委员 …… - 丁玉连（？—？） - 陆文杰（？—？） |

### 公安消防部队士官学校
| 公安消防部队士官学校校长 - 高宁宇（？—？） | 公安消防部队士官学校政治委员 - 李万峰（？—?） |

### 应急管理部消防救援局南京训练总队
| 应急管理部消防救援局南京训练总队总队长 - 梁云红 高级指挥长（2020年3月-） - 孟宪民 高级指挥长（2020年3月-2024年1月） | 应急管理部消防救援局南京训练总队政治委员 - 范伟 高级指挥长（2021年1月-） |